# Se Avexe Não
Se avexe não é uma série de televisão brasileira exibida pela TV Brasil, cujo lançamento da primeira temporada ocorreu em 6 de Março de 2024. É uma série de Luciana Vieira, Wislan Esmeraldo e Victor Costa Lopes. Ambientada em Fortaleza, o elenco conta com Juliana Maia, Rafael Martins, Fabiola Líper, Bruna Pessoa e Lucas Cavalcante. É dirigida por Luciana Vieira e Wislan Esmeraldo.
A série foi disponibilizada pelo serviço de streaming Netflix no dia 9 de maio de 2025.

## Sinopse
Selma (Juliana Maia) se vê obrigada a acolher sua família em sua casa depois que cada um dos integrantes passa a ter grandes problemas financeiros. Divina (Fabíola Liper), sua mãe, que acabou perdendo a casa em um golpe; o irmão Waldisney (Rafael Martins), um evangélico em crise existencial que deixa uma enorme dívida de aluguel; a filha de Waldisney, Silvanya (Bruna Pessoa), estudante de filosofia; e Enzo (Lucas Cavalvante), jovem aspirante a influencer, o outro sobrinho de Selma. 

## Elenco
O elenco da série é composto inteiramente por artistas nordestinos.
| Ator             | Personagem |
| ---------------- | ---------- |
| Juliana Maia     | Selma      |
| Rafael Martins   | Valdisney  |
| Fabíola Líper    | Divina     |
| Bruna Pessoa     | Sillvanya  |
| Lucas Cavalcante | Enzo       |
| Mateus Franklin  |            |
| Mateus Honori    | Ricardo    |
| Roberta Wermont  |            |
| Bilica Leo       |            |
| Adney Pinheiro   | Gamer      |